# Pauluskirche (Wladiwostok)

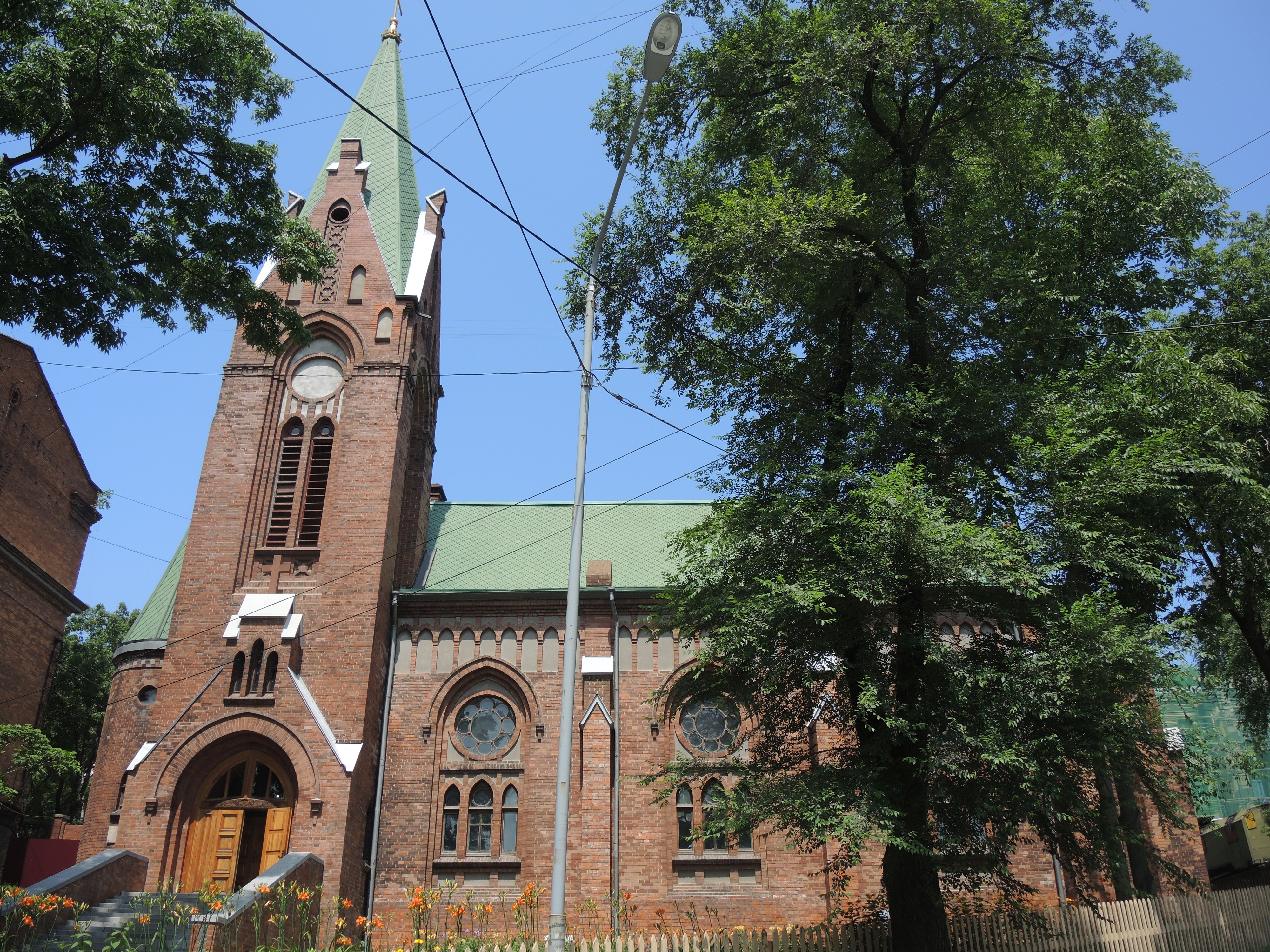
Die Pauluskirche

Die Pauluskirche in Wladiwostok ist das in der Russischen Föderation am östlichsten gelegene lutherische Gotteshaus und das älteste Kirchengebäude der Hafenstadt Wladiwostok am Japanischen Meer.

## Kirchengebäude

### 1907 bis 1935
Der deutsche Architekt Georg Junghändel, der auch am Bau des Berliner Doms beteiligt war, erbaute 1907 die Wladiwostoker Pauluskirche im Zentrum der Stadt an der heutigen ul. Puschkinskaja 14. Sie war Gotteshaus einer Gemeinde, zu der bedeutende, meist deutschsprachige Personen gehörten, unter anderem Gouverneure, Admirale, Kaufleute, Wissenschaftler und Künstler. Im Jahre 1914 zählte die Paulus-Kirchengemeinde 4000 Gemeindeglieder. Ein bedeutender Förderer der nach dem Apostel Paulus genannten Kirche und zugleich jahrelanger Vorsitzender des Kirchenvorstandes war Adolph Dattan, der Leiter des deutschen Handelshauses „Kunst und Albers“.
Neben der orthodoxen Gemeinde war die Paulusgemeinde die älteste Gemeinde in der Stadt Wladiwostok, bei deren Gründung im Jahre 1860 maßgeblich Lutheraner beteiligt waren. Heute ist das älteste Kirchengebäude der Stadt neben dem Bahnhof das wertvollste architektonische Denkmal in Wladiwostok und steht unter Denkmalschutz.
Im Jahr 1935 schlug zunächst das „Aus“ für die Pauluskirche und ihre Gemeinde: Genauso wie in anderen russischen Städten vernichtete die stalinistische Ideologie dieser Zeit Kirchen und Gemeinden. In Wladiwostok wurde der Pastor der Paulusgemeinde, Woldemar Reichwald, verschleppt und starb den Märtyrertod.

### 1935 bis 1992
Nach 1935 wurde die Kirche in einen Matrosenclub umgewandelt, dann in ein Kino. Schließlich wurde sie Militärmuseum der sowjetischen Pazifikflotte. Noch 1992 standen vor der Kirche Kanonen und kleine Panzer, in der Kirche stand zwischen Maschinengewehren und Flottenbildern eine Leninbüste an der Stelle des Altars.

### Seit 1992
Die politische Wende durch Perestroika und Glasnost ermöglichte ein neues Leben der lutherischen Gemeinde in Wladiwostok. 1992 wurde sie neu registriert und kämpfte seither um die Rückgabe ihrer Kirche. Diese erfolgte am 16. September 1997 unter der maßgeblichen Mitwirkung und im Beisein des damaligen deutschen Botschafters Ernst-Jörg von Studnitz. Die Pauluskirche wurde in den Rang eines deutschen Kulturdenkmals im Ausland erhoben, vergleichbar dem Königsberger Dom in Kaliningrad.
Das Gebäude war in einem äußerst vernachlässigten, fast verfallenen Zustand. Das Dach war undicht, Eimer standen im Gebäude und fingen Regenwasser auf. Durch die Mauer rechts der Apsis zog sich ein großer Riss.
Nach Rückgabe der Kirche begann die Gemeinde mit umfangreichen Sanierungsarbeiten, die dank der Unterstützung kirchlicher und weltlicher Organisationen aus der ganzen Welt möglich waren, besonders aus Deutschland. Zahlreiche Fachkräfte beteiligten sich an der Restaurierung, darunter viele freiwillige Helfer aus dem In- und Ausland. Ein Handwerker aus Dithmarschen in Deutschland war maßgeblich beteiligt: Rainer Matthäus Muus, der zwischen 2002 und 2008 hier arbeitete.
Zunächst galt es im Innenraum der Kirche alle Backsteine abzuschleifen und alle Bögen neu zu mauern. Die beiden Seitenwände innen wurden fertiggestellt, das Verputzen folgte später. Risse in den Wänden wurden beseitigt und mit Stahlzwingen gesichert. Das Holz im Deckengebälk erhielt einen neuen Anstrich im Originalfarbton. Und schließlich war auch der Bau einer Freitreppe am Haupteingang der Kirche erforderlich sowie die Herstellung einer neuen Tür.
Ein Backsteinboden, der mit Öl versiegelt wurde, prägt nun das Bild im Innern der Kirche, in deren Turm die Glockenstube hergerichtet und drei von der Glockengießerei Bachert in Karlsruhe in Deutschland gefertigte Glocken eingehängt und zu Ostern 2009 ihrer Bestimmung übergeben wurden.
Bereits im Jahr 2006 erhielt die Kirche eine erste Orgel als Geschenk aus Australien und 2008 eine zweite aus Deutschland. Im Jahr 2010 begann der Einbau neuer bildlicher Farbverglasungen; im Fenster der Apsis ist die Heilige Dreifaltigkeit dargestellt. Die Hamburger Malerin Carolin Beyer schuf zwei Darstellungen von Jesus und Paulus, die links und rechts der Apsis hängen.

## Kirchengemeinde
Die Gemeinde der Pauluskirche Wladiwostok, die im Jahre 2007 das 100-jährige Bestehen ihres Gotteshauses feiern konnte, gehört zur Evangelisch-Lutherischen Kirche im Ural, Sibirien und Fernen Osten (ELKUSFO) mit dem Bischofssitz in Omsk. Die ELKUSFO steht im Verbund der Evangelisch-Lutherischen Kirche in Russland, der Ukraine, in Kasachstan und Mittelasien (ELKRAS) mit dem Amtssitz des Erzbischofs in Sankt Petersburg. Ab 1992 war hier der pensionierte Pastor Manfred Brockmann tätig, der auch Propst der Propstei Fernost war und am 15. Dezember 2023 im Alter von 86 Jahren in Wladiwostok verstarb.

## Galerie

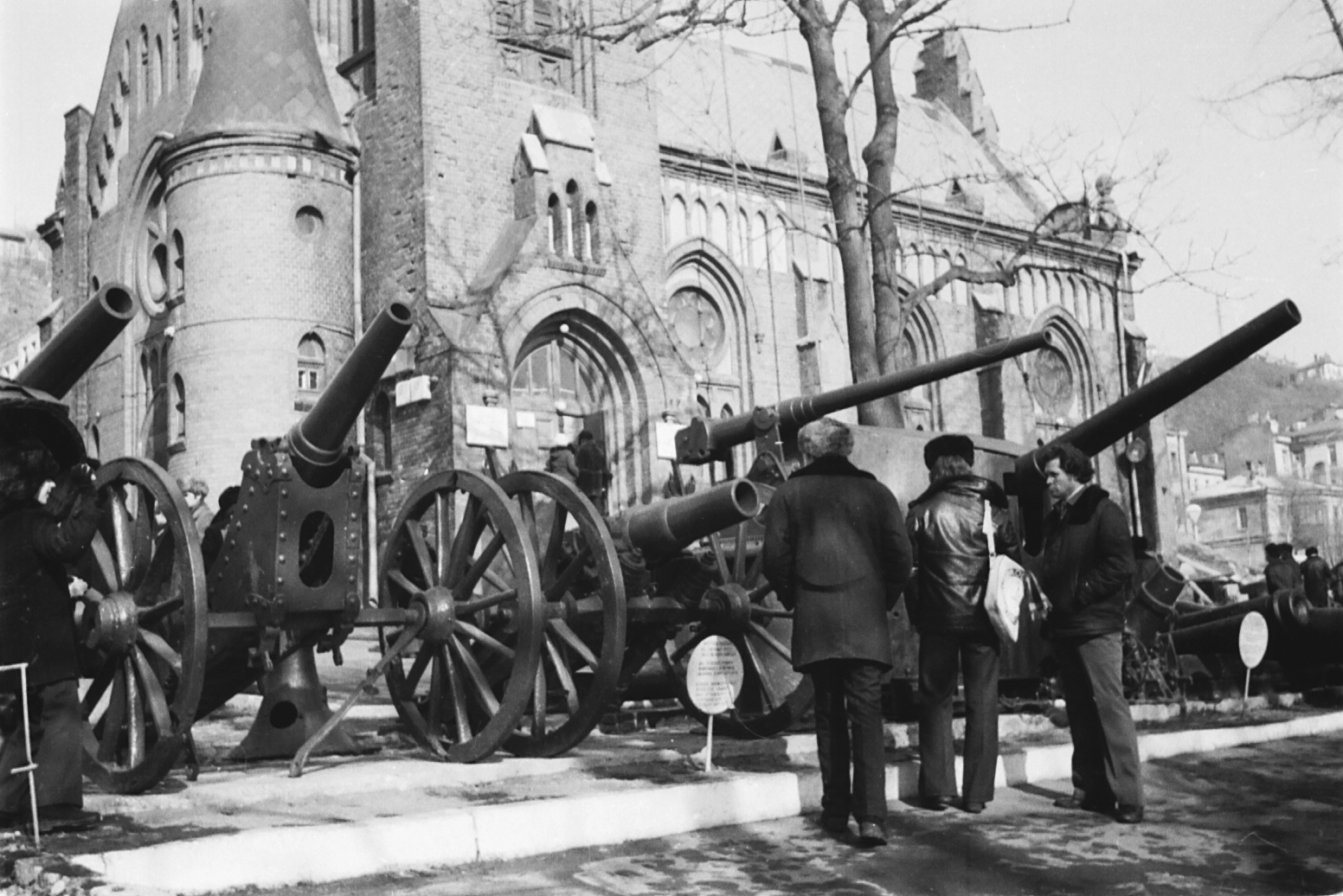
Als Museum der Pazifikflotte, 1979
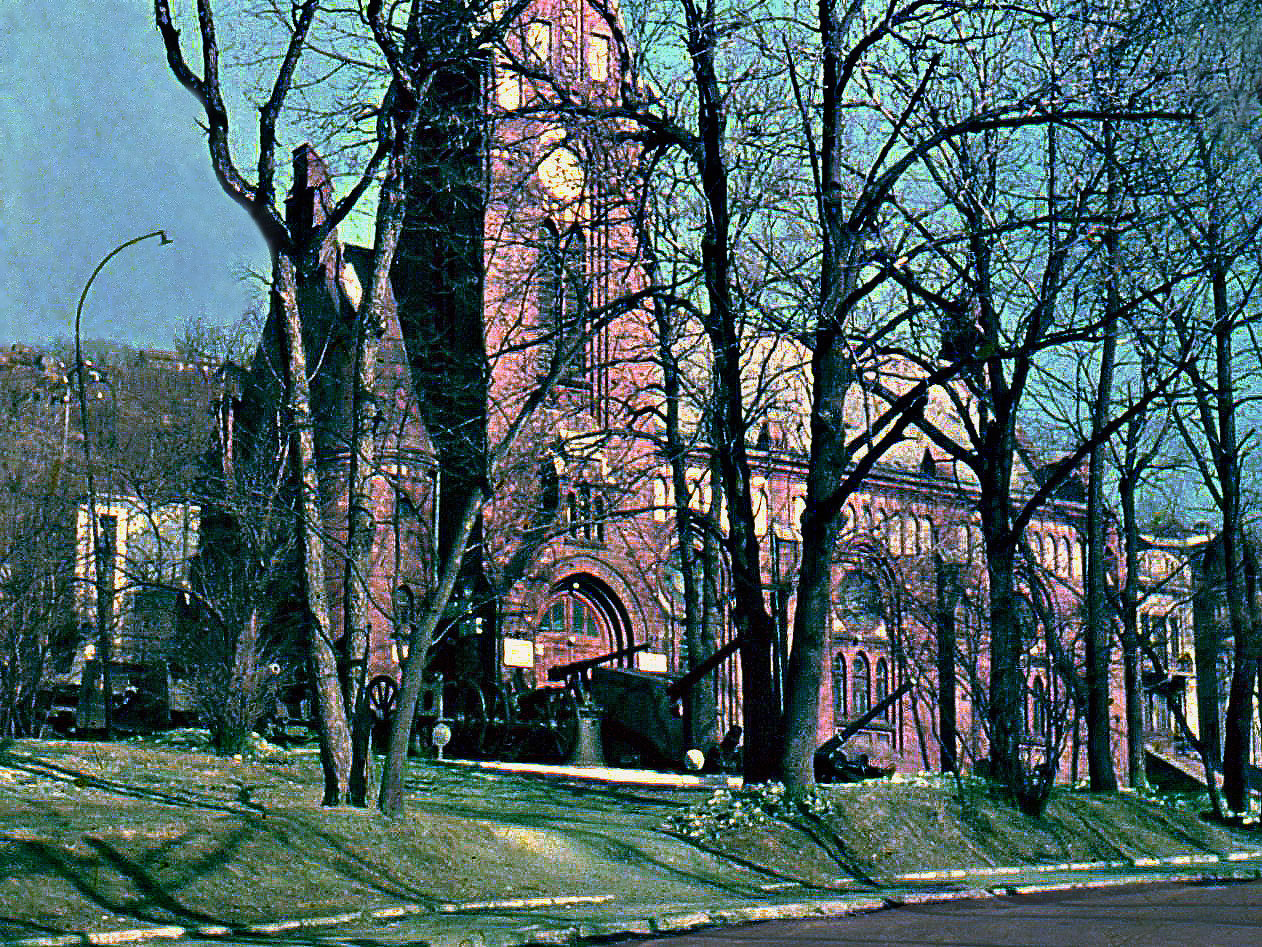
Kriegshistorisches Museum der Pazifikflotte, 1982
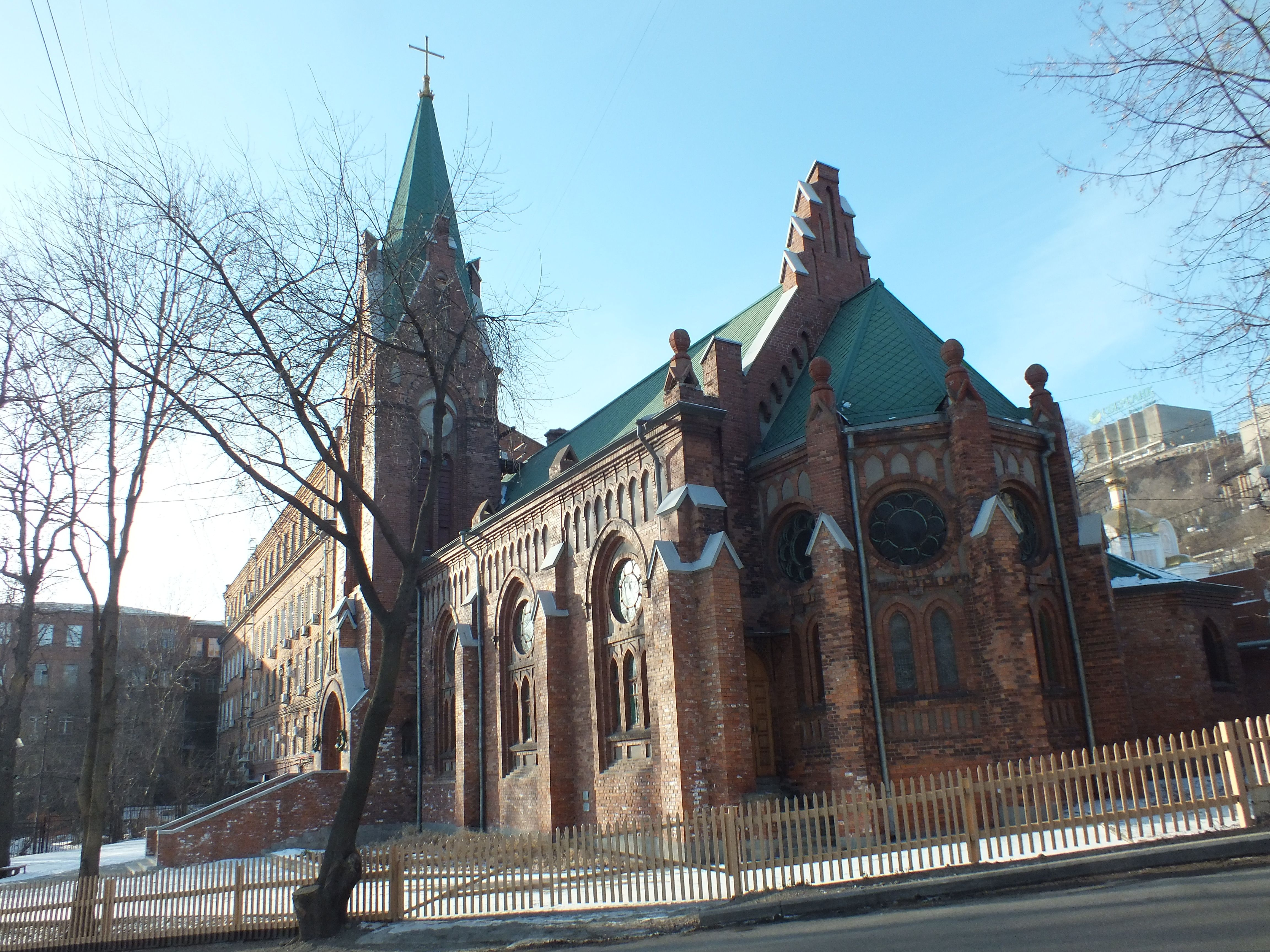
Außenansicht
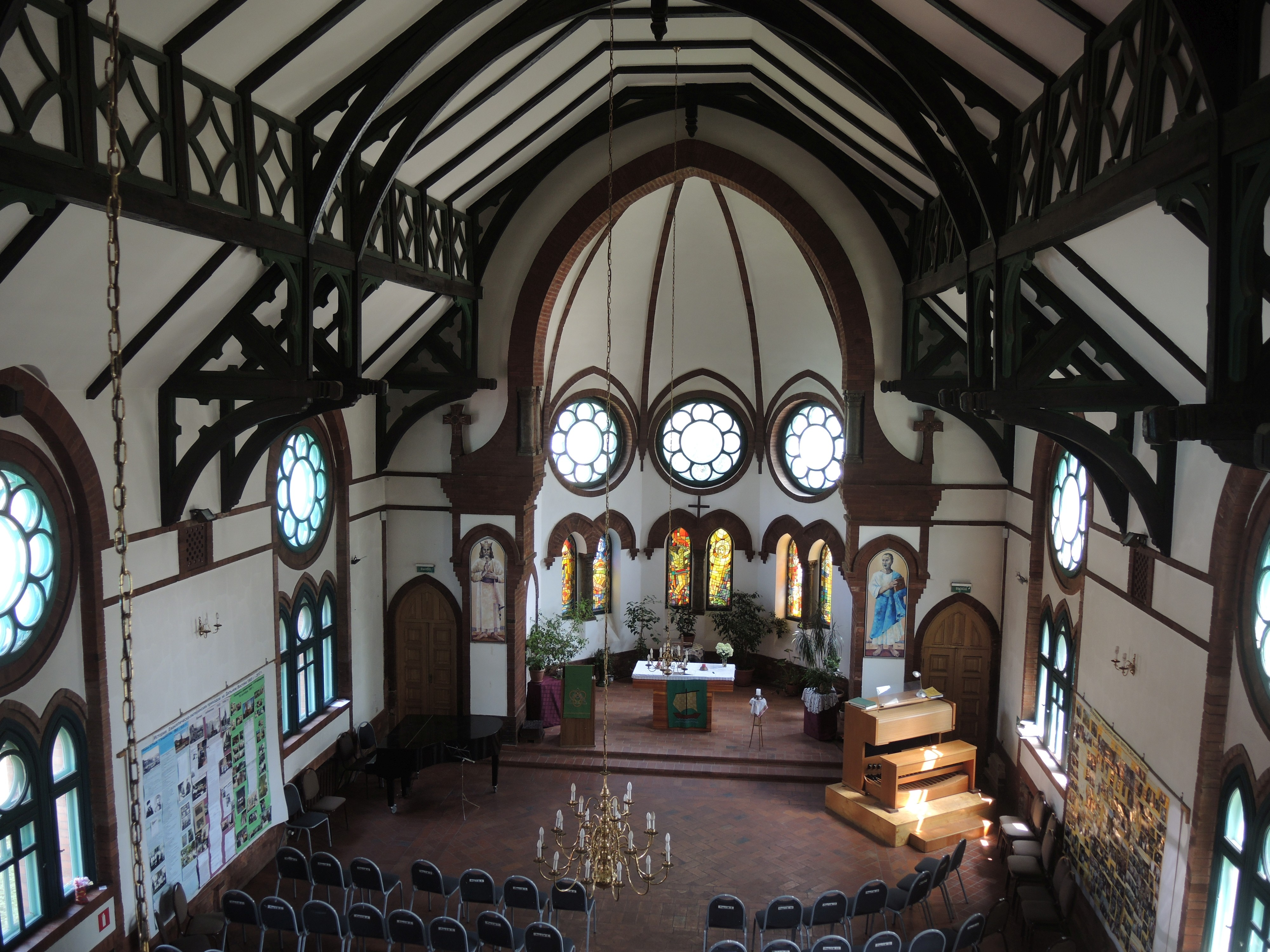
Innenansicht zum Altar
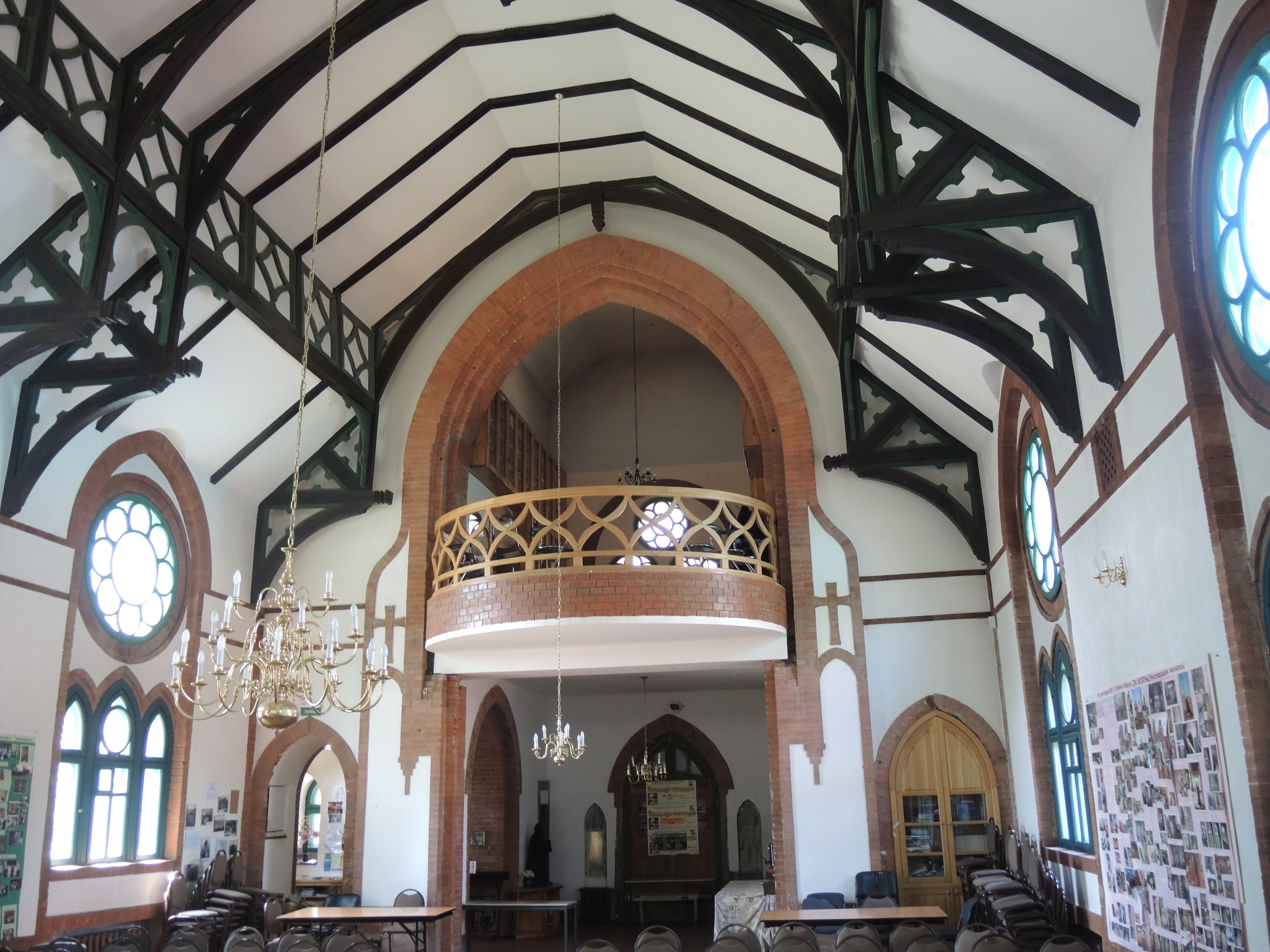
Innenansicht zur Empore